# Magnolia punduana
Magnolia punduana este o specie de plante din genul Magnolia, familia Magnoliaceae. A fost descrisă pentru prima dată de Joseph Dalton Hooker și Thomas Thomson, și a primit numele actual de la Richard B. Figlar. A fost clasificată de IUCN ca specie vulnerabilă. Conform Catalogue of Life specia Magnolia punduana nu are subspecii cunoscute.